# Кадри, Шахид
Шахид Кадри (бенг. শহীদ কাদরী, 14 августа 1942, Дакка, Британская Индия — 28 августа 2016, Нью-Йорк, Нью-Йорк) — бангладешский поэт и писатель. За свои стихи он был награждён литературной премией Академии Бангла в 1973 году и Экушей Падак в 2011 году. Среди его известных стихов — «Утторадхикар», «Томаке Обхибадон Приётома», «Котао Коно Крондон Ней» и «Амар Чумбонгуло Пуччей Дао».

## Ранние годы и карьера
Кадри родился в Калькутте в 1942 году. Он переехал в Дакку, когда ему было 10 лет.
Кадри — один из выдающихся поэтов бенгальской поэзии после 1947 года, который привнёс новый взгляд на бангладешскую сцену, представив урбанизм и ощущение современности. Его поэзия пронизана патриотизмом, космополитизмом и универсализмом, а в своём подходе к природе и городской жизни она глубоко погружается в конфликты и чувство отчуждения, пронизывающее современную жизнь.
Хотя он опубликовал всего четыре сборника стихов, «его тон, аллитерация, образы и использование сравнений сделали его уникальным автором бенгальских стихов».
Кадри подружился с поэтом Шамсуром Рахманом. В возрасте четырнадцати лет он впервые публиковался в «Кабите» под редакцией Буддхадеба Босу, который также является крупным поэтом 1930-х годов; впоследствии Кадри стал известной фигурой среди поэтов Дакки и Калькутты.
После публикации своей третьей книги Кадри перестал писать и поселился в Лондоне и Германии. Позже, в 1980-х годах, он переехал в США и начал жить в Бостоне, где женился на своей второй жене Дане Кадри; она умерла в конце 1990-х. С тех пор он снова вернулся к писательству и опубликовал свою четвёртую книгу в 2009 году. Хотя было сказано, что «в последнем выпуске «Кали о Колом» [он] нарушил свои почти три десятилетия молчания, написав два стихотворения», на самом деле он нарушил своё молчание, внося свой вклад в самый первый выпуск «Шабдагучхи», двуязычного поэтического журнала, издающегося в Нью-Йорке.
Его стихи были переведены на английский язык многими переводчиками, такими как Кабир Чоудхури, Кайзер Хак, Фарида Маджид.

## Смерть
Кадри умер 28 августа 2016 года в возрасте 74 лет от болезни почек.

## Произведения
- Uttaradhikar (Наследие, 1967)
- Tomake Abhibadan Priyatama (Приветствую тебя, дорогая; 1974)
- Prem Biraha Bhalobasar Kabita (Стихи о любви и разлуке)
- Kothayo Kono Krondon Nai (Плач в никуда)
- Amar Chombongullo Pouchhaya Deo (Пожалуйста, передай мои поцелуи)